# Tyrrell 021
O 021 é o modelo utilizado da Tyrrell na temporada de 1993 a partir do GP da Grã-Bretanha de Fórmula 1. Condutores: Ukyo Katayama e Andrea de Cesaris.

## Resultados[1]
(legenda) 
| Ano  | Chassi | Motor            | Pneus | N° | Pilotos           | 1   | 2   | 3   | 4   | 5   | 6   | 7   | 8   | 9   | 10  | 11  | 12  | 13  | 14  | 15  | 16  | Pontos | Posição  |  |
| ---- | ------ | ---------------- | ----- | -- | ----------------- | --- | --- | --- | --- | --- | --- | --- | --- | --- | --- | --- | --- | --- | --- | --- | --- | ------ | -------- |  |
|      |        |                  |       |    |                   |     |     |     |     |     |     |     |     |     |     |     |     |     |     |     |     |        |          |  |
|      |        |                  |       |    |                   | RSA | BRA | EUR | SMR | SPA | MON | CAN | FRA | GBR | GER | HUN | BEL | ITA | POR | JPN | AUS |        |          |  |
| 1993 | 021    | Yamaha OX10A V10 | G     | 3  | Ukyo Katayama     |     |     |     |     |     |     |     |     |     | Ret | 10  | 15  | 14  | Ret | Ret | Ret | 01     | NC (13º) |  |
| 1993 | 021    | Yamaha OX10A V10 | G     | 4  | Andrea de Cesaris |     |     |     |     |     |     |     |     | NC  | Ret | 11  | Ret | 13  | 12  | Ret | 13  | 01     | NC (13º) |  |

↑1  No GP da África do Sul (Katayama e De Cesaris) utilizaram o Tyrrell 020 até o GP da Grã-Bretanha (apenas Katayama).